# 阿富汗过渡伊斯兰国
阿富汗过渡伊斯兰国，正式名称是阿富汗伊斯兰国，又称阿富汗过渡当局，是2002年6月由大支尔格建立的阿富汗临时过渡政府。该政府继承原来的阿富汗伊斯兰国，并在2004年被阿富汗伊斯兰共和国取代。